# Сглаживающее устройство
Сглаживающее устройство (СУ) — элемент систем постоянного электрического тока, предназначенный для того, чтобы не пропускать ток высших гармоник с тяговой подстанции (ТП) в контактную сеть (КС). Включаются между плюсовой (+) и минусовой (−) шинами распределительного устройства (РУ) 3,3 кВ.

## Общие сведения
Напряжение на выходе выпрямителя ud
является пульсирующим. Его можно представить как сумму постоянной Ud составляющей выпрямленного напряжения и переменной udk составляющей, состоящей из бесконечного ряда гармоник
ud = Ud + udn
{\displaystyle U_{dn}=\sum _{n=1}^{\infty }{u_{k}}},
где uk — напряжение гармоники k-го порядка.
При симметричных питающих напряжениях у 6-пульсовых преобразователей (П) периодичность пульсаций составляет 50×6 = 300 Гц, у 12-пульсовых П: 50×12 = 600 Гц. При несимметричных питающих напряжениях появляются другие гармоники, кратных частоте 100 Гц.
Переменная составляющая udk создаёт в цепи «контактная
сеть — тяговый двигатель — рельс» переменный ток idk, который в свою очередь создаёт переменное магнитное поле Ф. Это поле наводит в близлежащих проводах линии связи (ЛС) электродвижущую силу (ЭДС), которая создаёт в ЛС ток iЛС, состоящий из тех же гармоник, что и udk. Следствием этого тока являются мешающие воздействия (шум) на телефонную аппаратуру.
С применением многопульсовых преобразователей на ТП повышается качество выпрямленного напряжения. Однако при любой схеме выпрямления в реальных условиях требуется дальнейшее снижение пульсации выпрямленного напряжения, что достигается применением сглаживающих устройств.
udk→idk→Ф≈→ЭДС→iлс

## Теория работы

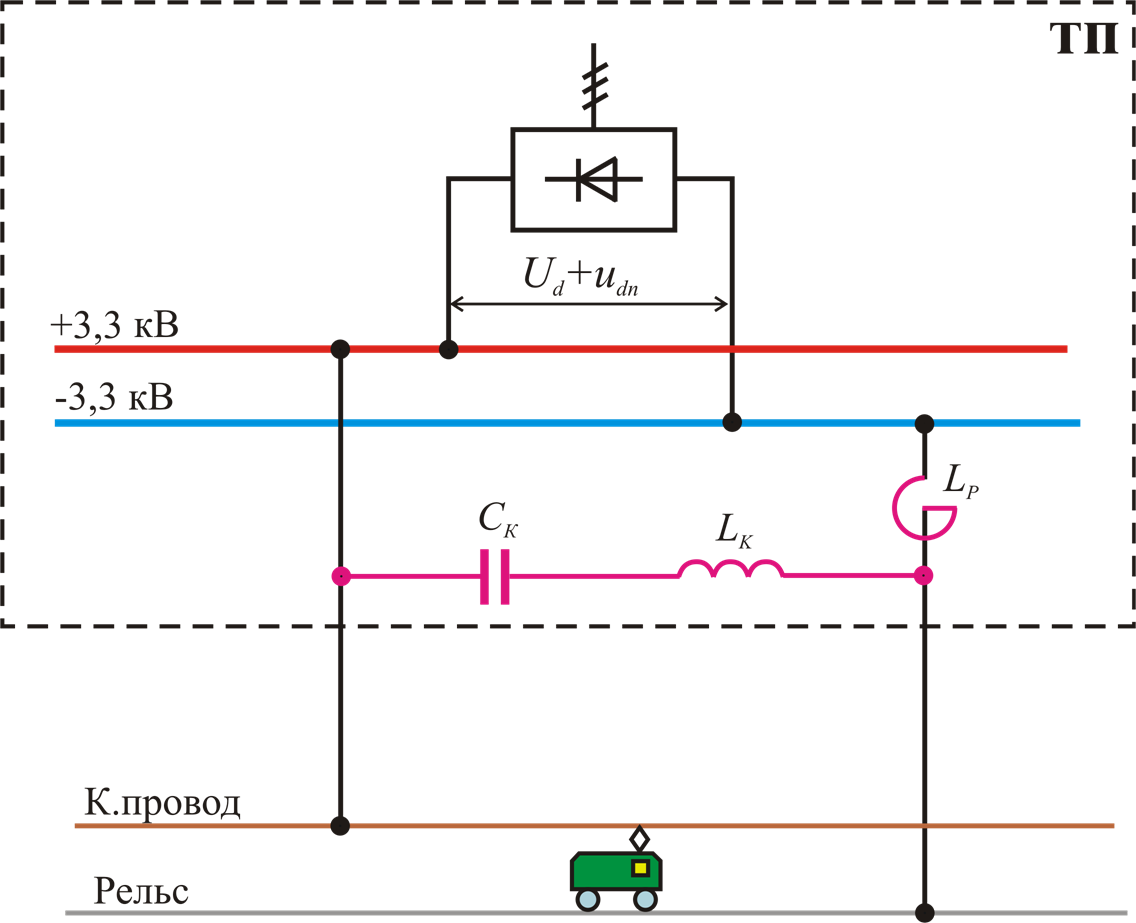
Принцип работы СУ
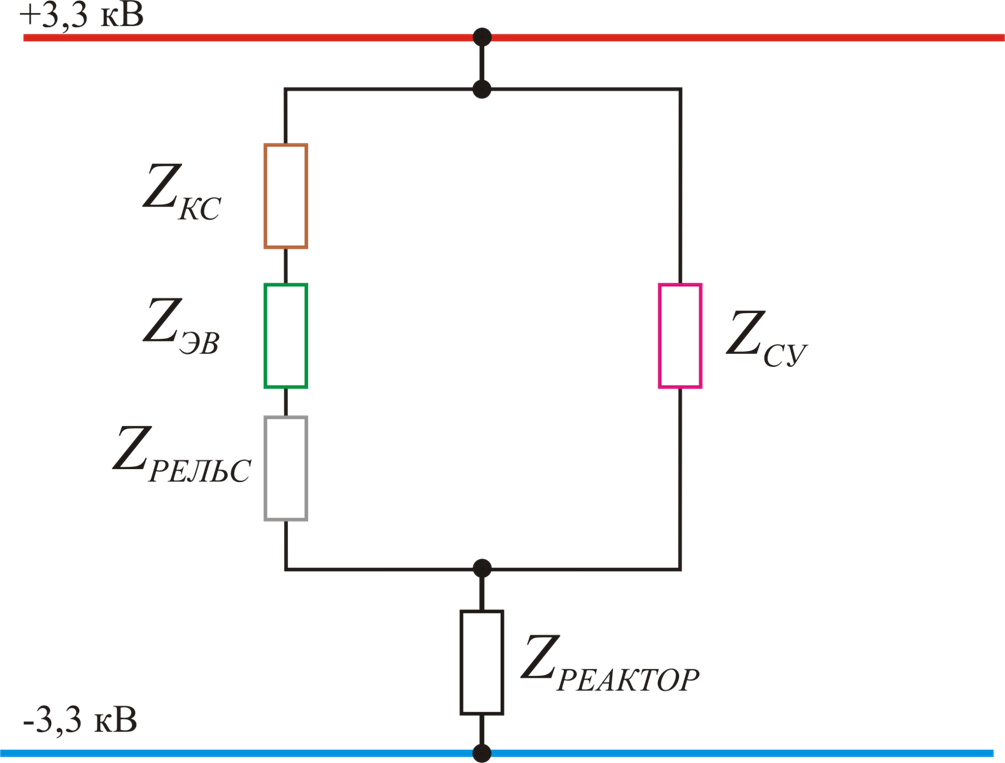
Схема замещения тяговой сети и СУ

Постоянная составляющая Ud создаёт ток Id\\,
который не протекает по резонансным контурам из-за наличия в них конденсатора Ск. Переменная составляющая udn создаёт ток idn,
который можно представить в виде двух составляющих:
1. {\displaystyle i_{dn}'} — протекает по той же цепи, что и Id;
2. {\displaystyle i_{dn}''} — протекает через резонансные контуры Cк - Lк.

```
Переменная составляющая 
u
dn
 распределяется между падением U в резонансном контуре — 
U
dnk
 и падением U на сглаживающем реакторе L
d
— 
U
dnp
:
```

{\displaystyle U_{dn}=U_{dnk}+U_{dnp}}
Поэтому, ΔU в резонансных контурах udnK является одновременно U, которое создаёт в тяговой сети мешающий переменный ток idn’.
Чем меньше udnк, тем меньше idn’, и тем меньше влияние тяговой сети на ЛС.
В идеальном СУ должно быть udnк = 0, udnр= udn.
В реальных СУ — udnк =2 %, а udnр = 98 % от udn.
Для ↓ udnк, применяют ↑ S и ↓ l проводов резонансных контуров, у LK и CK ↓ R, и, особенно, стремятся достичь наилучшего резонанса напряжений в контуре[уточнить].

## Требования, предъявляемые к СУ
1. напряжение Udk частотой 100 Гц должно быть не больше 100 В;
2. псофометрическое Uпс напряжение на выходе сглаживающего устройства должно быть не более 5 В для воздушных линий связи и не более 20 В для кабельных линий связи;
3. простота схемы;
4. минимальные потери мощности в сглаживающих реакторах;
5. Стоимость минимальна;
6. Надежность.

## Схемы СУ и их классификация
Имеются 3 разновидности СУ:
1. Однозвенное резонансно-апериодическое сглаживающее устройство;[2]
2. Двухзвенное резонансно-апериодическое сглаживающее устройство Западно-Сибирской железной дороги;
3. Двухзвенное резонансно-апериодическое сглаживающее устройство ВНИИЖТа.

Последнее на тяговых подстанциях ОАО «РЖД» на данный момент не используют.

### Однозвенное резонансно-апериодическое сглаживающее устройство

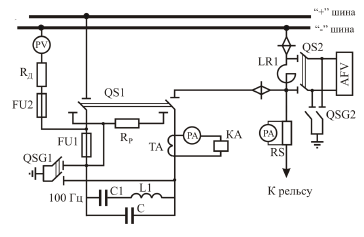
Однозвенное резонансно-апериодическое сглаживающее устройство

Подключается  СУ к шинам РУ-3,3 кВ с помощью разъединителя QS. К шинам РУ подключается вольтметр PV, защищаемый предохранителем FU2.
СУ состоит из сглаживающего реактора LR1 РБФА-У-6500/3250 У2 (реактор бетонный, фильтрованный, алюминиевый, универсальный, номинальное напряжение 3,3 кВ, номинальный ток 6500 или 3250 А, для умеренного климата, для установки с металлическими ограждениями), резонансного контура 'C1-L1, настроенного на частоту 100Гц, и ёмкостного конура С,
обеспечивающего сглаживание высших гармоник.
Для защиты СУ применяется предохранитель FU1. Для контроля за работой СУ устанавливается трансформатор тока ТА (ТЧС-2-75/5У2). В цепь вторичной обмотки этого трансформатора включают амперметр и токовое реле КА типа РТ-40/10.
Последнее необходимо для подачи сигнала обслуживающему персоналу об увеличении тока в СУ с выдержкой времени 1-2 с. Ток срабатывания этой сигнализации
составляет 60 А на нестыковой подстанции и 80 А — на стыковой.

### Двухзвенное резонансно-апериодическое сглаживающее устройство Западно-Сибирской железной дороги

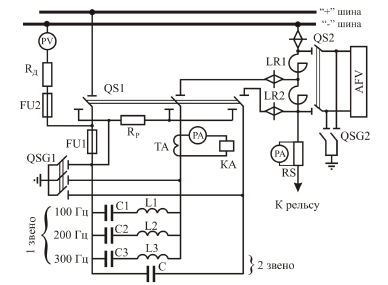
Двухзвенное резонансно-апериодическое сглаживающее устройство Западно-Сибирской железной дороги

В двухзвенном СУ три резонансных контура L1-C1, L2-C2,
L3-C3
настроены на частоты 100, 200, 300 Гц и образуют с реактором LR1
РБФА-У-6500/3250 индуктивностью LR1 = 5мГн первое звено. Ёмкость С совместно с реактором LR2 индуктивностью
3мГн образуют второе звено

## Элементы СУ
В своём составе СУ имеют сглаживающие реакторы LR, резонансные контуры, комплектуемые из конденсаторов С и катушек индуктивностей L, а также ёмкостные контуры.

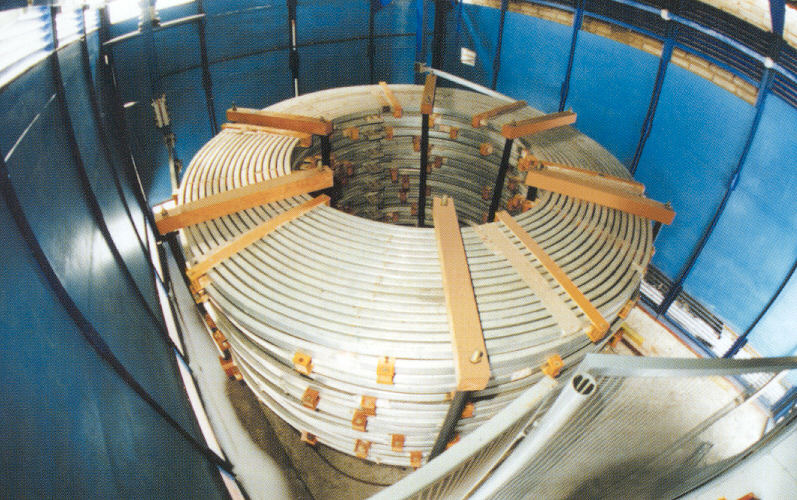
Реактор РБФАУ-3,3-6500 СУ

Реактор является основным элементом СУ и предназначен для снижения мешающего воздействия гармонических составляющих на устройства связи. Однако сглаживающее действие реактора невелико и он применяется в комбинации с ёмкостью и индуктивность. Реактор типа РБФА-6500/3250 имеет 4 параллельные ветви и может без перегрева нести нагрузку 3250 или 6500 А.

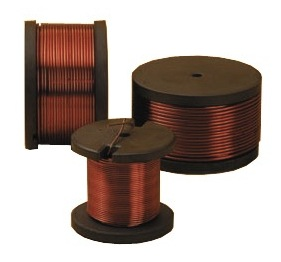
Катушки индуктивности

Катушки индуктивностиявляются составным элементом СУ тяговой подстанции. Они включаются последовательно с конденсаторами и образуют контуры, настроенные в резонанс при частотах 300, 600, 900 и 1200 Гц. Катушки изготавливаются из медного многожильного провода.

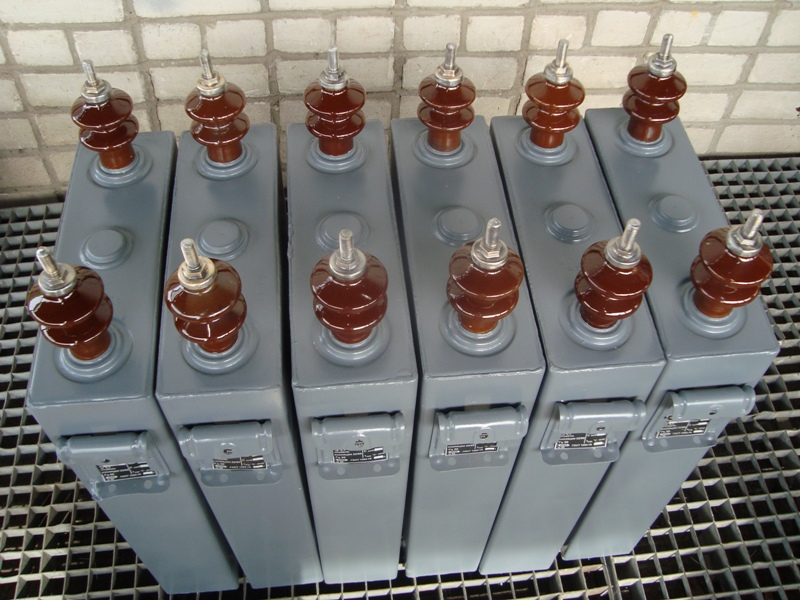
Конденсатор высоковольтный

Конденсаторы — второй составной элемент СУ ТП. Конденсаторы должны иметь бумажный пропитанный диэлектрик и длительно работать при номинально выпрямленном напряжении 3300 В в условиях резонансного контура.

## Конструкция

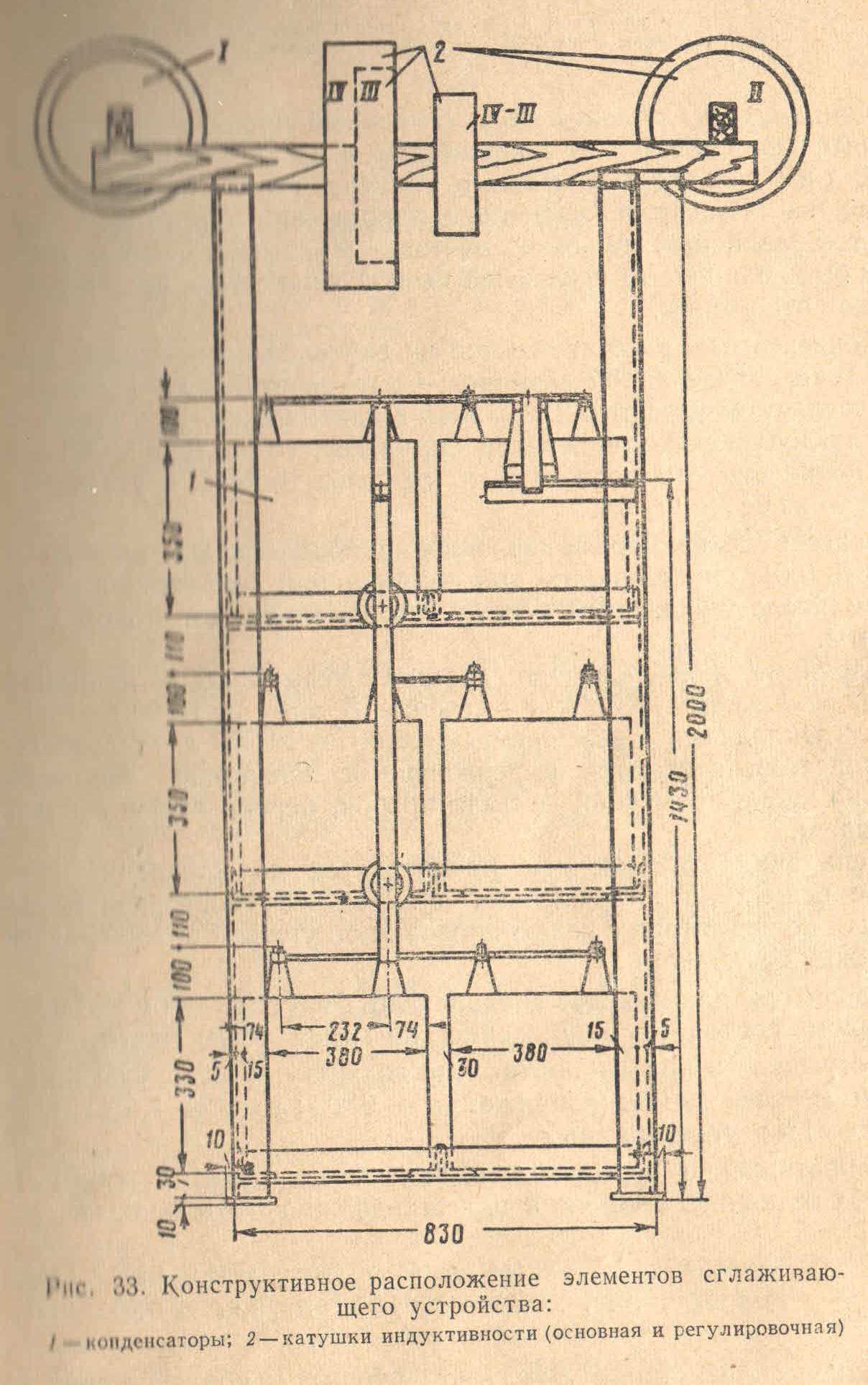
Конструктивное расположения элементов сглаживающего устройства
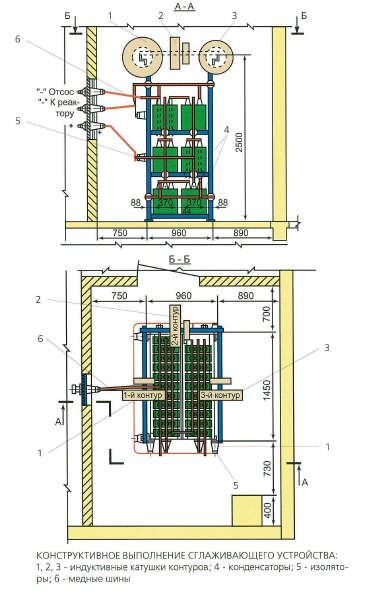
Конструктивное выполнение сглаживающего устройства

Конструктивное исполнение сглаживающего устройства

### Примечание
Катушки индуктивности изготовлены из медного провода ПР-500 различного сечения и количества витков. Применяют бумажно-масляные конденсаторы ФМТ4-12 с
ёмкостью 12 мкФ, рассчитанные на напряжение 4 кВ.
Резонансные катушки и конденсаторы устанавливают в отдельных помещениях закрытой части ТП или в металлических шкафах.
Крупногабаритные реакторы устанавливают в камерах с металлическими ограждениями.
Для измерения псофометрического напряжения на выходе СУ на тяговых подстанциях устанавливаюь прибор ИМН.